# Valvulinidae
Valvulinidae es una familia de foraminíferos bentónicos de la superfamilia Eggerelloidea, del suborden Textulariina y del orden Textulariida. Su rango cronoestratigráfico abarca desde el Paleoceno hasta la Actualidad.

## Clasificación
Valvulinidae incluye a las siguientes subfamilias y géneros:
- Subfamilia Valvulininae
  - Clavulina
  - Cribrobulimina
  - Cribrogoesella
  - Cylindroclavulina
  - Goesella
  - Gyrovalvulina †
  - Makarskiana †
  - Neoclavulina †
  - Valvulina
- Subfamilia Siphobigenerininae
  - Siphobigenerina

Clasificaciones previas incluían en Valvulinidae a las subfamilias Pseudodictyopsellinae y Tritaxilininae. Los géneros de estas subfamilias son actualmente asignados a otras familias:
- Pseudodictyopsella de la subfamilia Pseudodictyopsellinae, ahora en la familia Paravalvulinidae
- Tritaxilina de la subfamilia Tritaxilininae, ahora en la familia Eggerellidae

Otros géneros considerados en Valvulinidae son:
- Haplostiche de la subfamilia Valvulininae, considerado subgénero de Clavulina, es decir, Clavulina (Haplostiche), de estatus incierto
- Helicospirina de la subfamilia Valvulininae, de estatus incierto, considerado sinónimo posterior de Valvulina
- Helicovalvulina de la subfamilia Valvulininae, aceptado como Clavulina